# Frontón Vivero
Frontón Vivero är en ort i Mexiko.   Den ligger i kommunen Valle de Bravo och delstaten Mexiko, i den södra delen av landet, 120 km väster om huvudstaden Mexico City. Frontón Vivero ligger 1 641 meter över havet och antalet invånare är 597.
Terrängen runt Frontón Vivero är huvudsakligen kuperad, men söderut är den bergig. Runt Frontón Vivero är det ganska tätbefolkat, med 116 invånare per kvadratkilometer. Närmaste större samhälle är Ixtapan del Oro, 10,5 km norr om Frontón Vivero. I omgivningarna runt Frontón Vivero växer huvudsakligen savannskog.